# نان‌آور (فیلم)
فیلم The Breadwinner (نان‌آور)، محصول سال ۲۰۱۷، داستان دختری ۱۱ ساله به نام پروانه را روایت می‌کند که در افغانستان تحت سلطه طالبان (۱۹۹۶ تا ۲۰۰۱) زندگی می‌کند. پس از آن‌که پدر پروانه توسط طالبان دستگیر شد، او برای تأمین معاش خانواده‌اش مجبور شد موی خود را کوتاه کرده و لباس پسرانه بپوشد تا بتواند در جامعه بیرون برود و کار کند.
فیلم به شکل انیمیشن ساخته شده و بر اساس رمان معروفی از دبورا الیس با همین نام است. The Breadwinner تصویری تأثیرگذار از شجاعت، فقر، ستم و ارادهٔ دختران افغان در برابر ظلم ارائه می‌دهد. این فیلم نامزد دریافت جایزه اسکار نیز شد.
تهیه‌کنندگان این انیمیشن میمی پولک گیتلین و آنجلینا جولی بازیگر و کارگردان مطرح آمریکایی می‌باشند.
این فیلم تولید مشترک کانادا، ایرلند و لوکزامبورگ بود و در ۱۷ نوامبر ۲۰۱۷ انتشار گسترده‌ای یافت. نان‌آور پیش از نمایش عمومی، در ماه سپتامبر در جشنواره بین‌المللی فیلم تورنتو ۲۰۱۷ به نمایش گذاشته شد.

## داستان
در سال ۲۰۰۱، پروانه، دختر یازده ساله‌ای است که در کابل، تحت سلطه امارت اسلامی طالبان در افغانستان، درست در آغاز جنگ علیه ترور زندگی می‌کند. پدرش، نورالله، معلم سابق مدرسه‌ای است که پس از دست دادن پای چپش در جنگ شوروی و افغانستان، دستفروش شد. یک روز، هنگام شام، او به ناحق دستگیر می‌شود، زیرا ادریس، یک فرد جوان و تندخوی طالبان، فکر می‌کند که او قبلاً در بازار هنگام فروش کالا به او توهین کرده است. از آنجایی که طالبان زنان را از بیرون رفتن بدون یک مرد محرم منع می‌کند، خانواده پروانه بدون کسی که از آنها حمایت کند، رها می‌شود، زیرا برادر بزرگترش سلیمان سال‌ها پیش فوت کرده و او، مادرش فاطمه، خواهر بزرگترش ثریا و برادر نوزاد کوچکش زکی را تنها گذاشته است. وقتی پروانه و فاطمه سعی می‌کنند برای درخواست تجدید نظر در دستگیری نورالله به زندان بروند، یک فرد شرور پس از اینکه فاطمه عکسی از نورالله را به او نشان می‌دهد، او را کتک می‌زند و تهدید می‌کند که اگر دوباره بیرون بروند، آنها را دستگیر می‌کند. پروانه با گفتن داستان پسری که در جستجوی بازیابی بذرهای روستای خود از یک فیل شیطانی به نام پادشاه فیل است، زکی را آرام می‌کند.
در ادامه، پروانه سعی می‌کند برای خانواده‌اش غذا بخرد، اما دستفروشان به دلیل ترس از طالبان نمی‌توانند چیزی به او بفروشند. چند اراذل و اوباش پروانه را می‌بینند و تعقیبش می‌کنند و او در حین فرار، کیفی را که فاطمه به او داده بود، می‌اندازد. پروانه در نهایت به خانه برمی‌گردد. برای حمایت از خانواده‌اش، تصمیم می‌گیرد موهایش را کوتاه کند و لباس پسرانه بپوشد. او شروع می‌کند به نام «آتش» خود را معرفی کردن و ادعا می‌کند که برادرزاده نورالله است. این نقشه جواب داد و پروانه توانست هم غذا و هم پول به دست آورد. به توصیه دوستی به نام شوزیه، که دختر جوانی دیگر است که خود را به عنوان پسری به نام دلوار مبدل کرده، پروانه تلاش کرد به یک نگهبان زندان رشوه دهد تا بتواند نورالله را ببیند، اما نگهبان نپذیرفت؛ بنابراین او برای جمع‌آوری پول بیشتر برای یک رشوه بزرگتر، با شوزیه که تلاش می‌کند پول کافی برای فرار از دست پدر بدرفتارش جمع کند، به کارهای سخت و طاقت‌فرسا می‌پردازد. در همین حال، فاطمه مجبور می‌شود به یکی از بستگان در مزار نامه بنویسد و برای ثریا در ازای سرپناه و محافظت، قول ازدواج بدهد. پروانه همچنین با رزاق، همکار گشت سابق ادریس، ملاقات کرد. رزاق بی‌سواد به او پول می‌داد تا نامه‌ای را برایش بخواند که به او اطلاع داد همسرش بر اثر انفجار مین کشته شده است. او با پروانه دوست می‌شود و به ملاقات با او ادامه می‌داد تا او به رزاق خواندن و نوشتن یاد بدهد.

## صداپیشگان
- سارا چودری به عنوان پروانه/آتش[۶]
- نورین گولامگاوس به عنوان ادریس و سلیمان[۷]
- کین مهون به عنوان مالک کولن[۸]
- سوما بهاتیا به عنوان شوزیه
- لارا صدیق به عنوان فاطمه[۶]
- علی بدشاه به عنوان نورالله[۶]
- شایسته لطیف به عنوان ثریا[۶]
- کانزا فریس به عنوان جادوگر / زن در حیاط
- کوا آدا به عنوان رزاق[۶]
- علی کاظمی به عنوان دریا / فروشنده آب میوه / جادوگر[۸]
- ماران ولخرد به عنوان مگا تلفن / فروشنده بازار[۶]
- رضا شوله به عنوان فروشنده غرفه / فروشنده میوه / مرد نظامی روی دوچرخه / پسر نوجوان[۶]

## فروش
در تاریخ ۲۲ دسامبر ۲۰۱۷، نان آور در ایالات متحده و کانادا مبلغ ۲۲۰، ۵۰۴ دلار به دست آورده است.
این فیلم ۱۷٬۳۹۵ دلار را در افتتاحیه پایان هفته خود بدست آورد.